# Галват-Селлянъярви
Галват-Селлянъярви (Галват-Селлян-ярви, Гальват-Сельга) — озеро на территории Коверского сельского поселения Олонецкого района Республики Карелии.

## Общие сведения
Площадь озера — 0,5 км². Располагается на высоте 134,4 метров над уровнем моря.
Форма озера лопастная, продолговатая: вытянуто с севера на юг. Берега каменисто-песчаные.
С восточной стороны озера вытекает безымянный ручей, приток реки Топорной, впадающей в Утозеро, являющееся истоком реки Олонки.
По центру озера расположен один относительно крупный (по масштабам водоёма) остров без названия.
Населённые пункты возле озера отсутствуют. Ближайший — деревня Вагвозеро — расположен в 4,5 км к юго-востоку от озера.
Код объекта в государственном водном реестре — 01040300211102000014695.